# Selección femenina de fútbol sub-20 de Canadá
La selección femenina de fútbol sub-20 de Canadá (en inglés: Canada women's national under-20 soccer team; en francés: Équipe du Canada de soccer féminin des moins de 20 ans) es el equipo representativo de dicho país en las competiciones oficiales de la categoría. Su organización está a cargo de la Asociación Canadiense de Fútbol, miembro de la Concacaf y la FIFA.
Obtuvo dos veces el Campeonato Femenino Sub-20 de la Concacaf y fue subcampeón en el Mundial de la categoría en 2002.

## Estadísticas

### Copa Mundial Femenina Sub-20
| Edición                 | Resultado        | Posición     | PJ           | PG           | PE           | PP           | GF           | GC           |             |
| ----------------------- | ---------------- | ------------ | ------------ | ------------ | ------------ | ------------ | ------------ | ------------ | ----------- |
| Canadá 2002             | Final            | 2.º          | 6            | 5            | 0            | 1            | 16           | 6            |             |
| Tailandia 2004          | Cuartos de final | 5.º          | 4            | 2            | 1            | 1            | 13           | 7            |             |
| Rusia 2006              | Fase de grupos   | 10.º         | 3            | 1            | 0            | 2            | 4            | 4            |             |
| Chile 2008              | Fase de grupos   | 11.º         | 3            | 1            | 0            | 2            | 5            | 4            |             |
| Alemania 2010           | No clasificó     | No clasificó | No clasificó | No clasificó | No clasificó | No clasificó | No clasificó | No clasificó |             |
| Japón 2012              | Fase de grupos   | 11.º         | 3            | 1            | 0            | 2            | 8            | 4            |             |
| Canadá 2014             | Cuartos de final | 6.º          | 4            | 2            | 0            | 2            | 4            | 5            |             |
| Papúa Nueva Guinea 2016 | Fase de grupos   | 15.º         | 3            | 0            | 0            | 3            | 1            | 13           |             |
| Francia 2018            | No clasificó     | No clasificó | No clasificó | No clasificó | No clasificó | No clasificó | No clasificó | No clasificó |             |
| Costa Rica 2022         | Fase de grupos   | 14.º         | 3            | 0            | 0            | 3            | 2            | 8            |             |
| Colombia 2024           | Octavos de final | 12.º         | 4            | 1            | 1            | 2            | 13           | 7            |             |
| Polonia 2026            | Por definir      | Por definir  | Por definir  | Por definir  | Por definir  | Por definir  | Por definir  | Por definir  | Por definir |
| Total                   | 9/11             | 9.º          | 33           | 13           | 2            | 18           | 66           | 58           |             |

### Campeonato Femenino Sub-20 de la Concacaf
| Edición                   | Resultado         | Posición          | PJ                | PG                | PE                | PP                | GF                | GC                |
| ------------------------- | ----------------- | ----------------- | ----------------- | ----------------- | ----------------- | ----------------- | ----------------- | ----------------- |
| Trinidad y Tobago 2002    | Sin participación | Sin participación | Sin participación | Sin participación | Sin participación | Sin participación | Sin participación | Sin participación |
| Canadá 2004               | Campeón           | 1.º               | 5                 | 5                 | 0                 | 0                 | 20                | 1                 |
| México 2006               | Subcampeón        | 2.º               | 5                 | 4                 | 0                 | 1                 | 20                | 7                 |
| México 2008               | Campeón           | 1.º               | 5                 | 5                 | 0                 | 0                 | 12                | 2                 |
| Guatemala 2010            | Cuarto lugar      | 4.º               | 5                 | 3                 | 0                 | 2                 | 6                 | 3                 |
| Panamá 2012               | Subcampeón        | 2.º               | 5                 | 4                 | 0                 | 1                 | 15                | 2                 |
| Islas Caimán 2014         | Sin participación | Sin participación | Sin participación | Sin participación | Sin participación | Sin participación | Sin participación | Sin participación |
| Honduras 2015             | Subcampeón        | 2.º               | 5                 | 3                 | 1                 | 1                 | 11                | 1                 |
| Trinidad y Tobago 2018    | Cuarto lugar      | 4.º               | 5                 | 3                 | 1                 | 1                 | 12                | 4                 |
| República Dominicana 2020 | Cuartos de final  | 8.º               | 5                 | 2                 | 1                 | 2                 | 9                 | 7                 |
| República Dominicana 2022 | Tercer lugar      | 3.º               | 7                 | 6                 | 0                 | 1                 | 32                | 1                 |
| República Dominicana 2023 | Tercer lugar      | 3.º               | 5                 | 3                 | 0                 | 2                 | 17                | 10                |
| Costa Rica 2025           | Campeón           | 1.º               | 5                 | 4                 | 0                 | 1                 | 17                | 8                 |
| Total                     | 11/13             | –                 | 57                | 42                | 3                 | 12                | 171               | 46                |

## Palmarés
- Campeonato Femenino Sub-20 de la Concacaf (3): 2004 y 2008 y 2025.